# Písek, Frýdek-Místek
Písek là một làng thuộc huyện Frýdek-Místek, vùng Moravskoslezský, Cộng hòa Séc.